# Maltézský mlýn
Maltézský mlýn (též Motolský mlýn či původně Tomanovský mlýn) je vodní mlýn, vybudovaný v druhé polovině 16. století na Motolském potoce v pražské městské čtvrti Motol, která administrativně přináleží k městské části Praha 5. Mlýn je zapsaný v Ústředním seznamu nemovitých kulturních památek České republiky. Objekt je v soukromém vlastnictví a slouží jako obytné stavení.

## Historie
První písemná zmínka o výstavbě mlýna je zaznamenána v povolení z roku 1574, kterým Václav Zajíc z Hazmburka udělil Janu Tomanovi souhlas s výstavbou mlýna na Motolském potoce. Během třicetileté války byl mlýn poničen a zpustl. Později se dostal spolu s dalšími objekty a pozemky v Motole do vlastnictví Maltézského řádu. V druhé polovině 18. století byla budova mlýna upravena v barokním stylu, později ještě došlo k dalším klasicistním úpravám. Ve 20. století při rozšíření a úpravách Plzeňské ulice vznikly kolem mlýna a rybníka navážky a koryto Motolského potoka bylo zatrubněno. Mlýnský rybník, který byl ve špatném stavu, prošel v roce 2008 celkovou rekonstrukcí.

## Popis
Budova bývalého mlýna čp.10/231 se nachází na západním úpatí skalnatého srázu vrchu Kalvárie s křížem, chráněného jako přírodní památka, v prostoru mezi Mlýnským rybníkem, Motolským potokem, Plzeňskou ulicí a motolským krematoriem. Areál mlýna, který zahrnuje komplex budov, rozmístěných kolem obdélného dvora, si uchoval původní dispozici, charakteristickou pro mlýnské objekty. Mlýn je na severní straně částečně ukryt za navážkou, která zde byla navršena při rozšiřování přilehlé komunikace. Vzhledem k takto vzniklému výškovému rozdílu okolního terénu je budova směrem na sever přízemní (ve skutečnosti se jedná o původní první patro), kdežto na straně do dvora je jednopatrová. Vchod do mlýnice je zaklenutý, lemovaný dvěma mohutnými opěráky. Maštal ve dvoře má segmentové valené klenby, některé vnitřní prostory mají trámové stropy. Dvůr je obehnán kamennou zdí. Západně od mlýna proti proudu Motolského potoka se nachází Mlýnský rybník s kamennou hrází a výpustí. Motolský potok v těchto místech představuje severozápadní hranici Přírodního parku Košíře-Motol.

## Zajímavost
Motolský (Maltézský) mlýn je zmiňován v Povídkách malostranských českého spisovatele a publicisty Jana Nerudy.

## Galerie

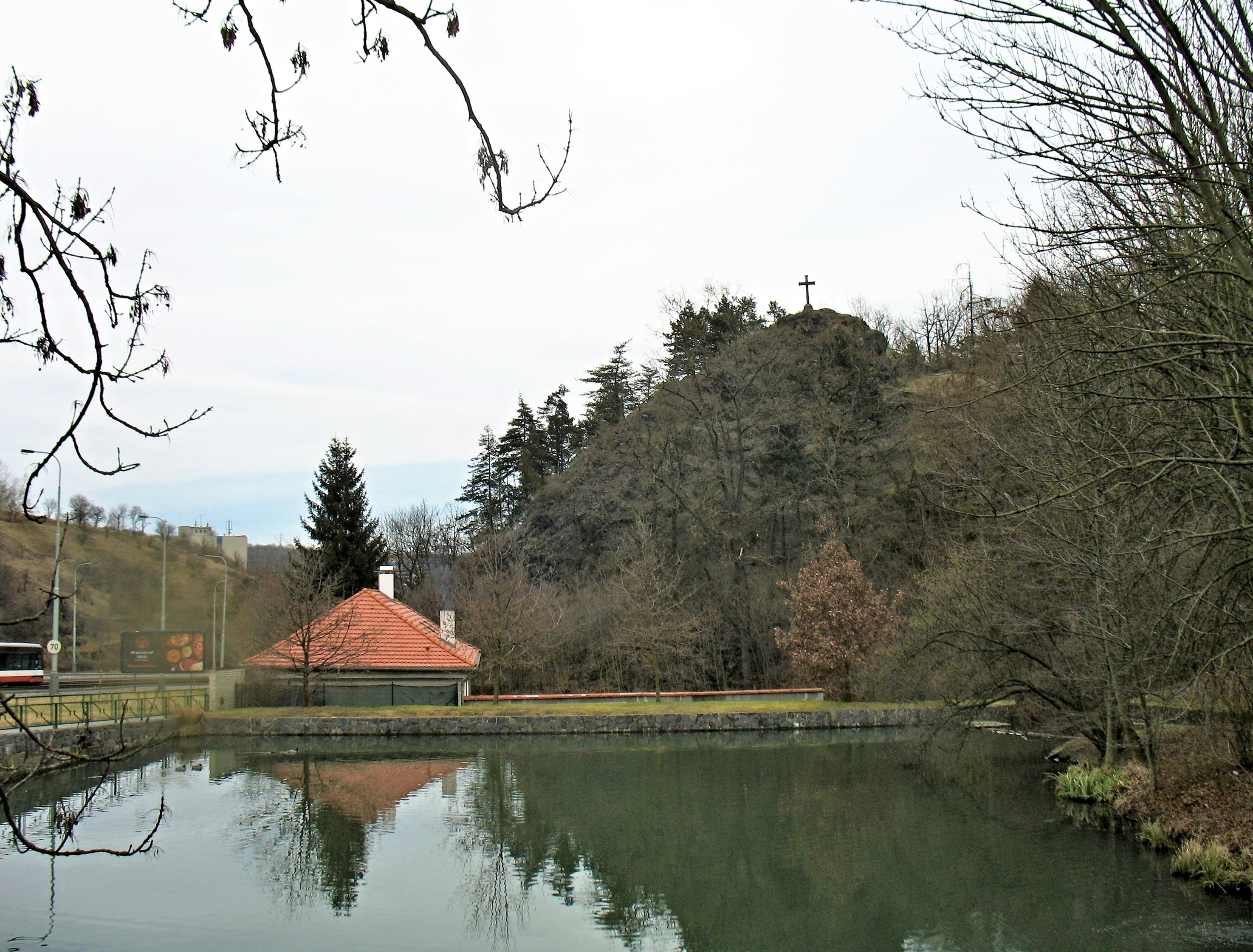
Mlýn mezi rybníkem a motolskou Kalvárií
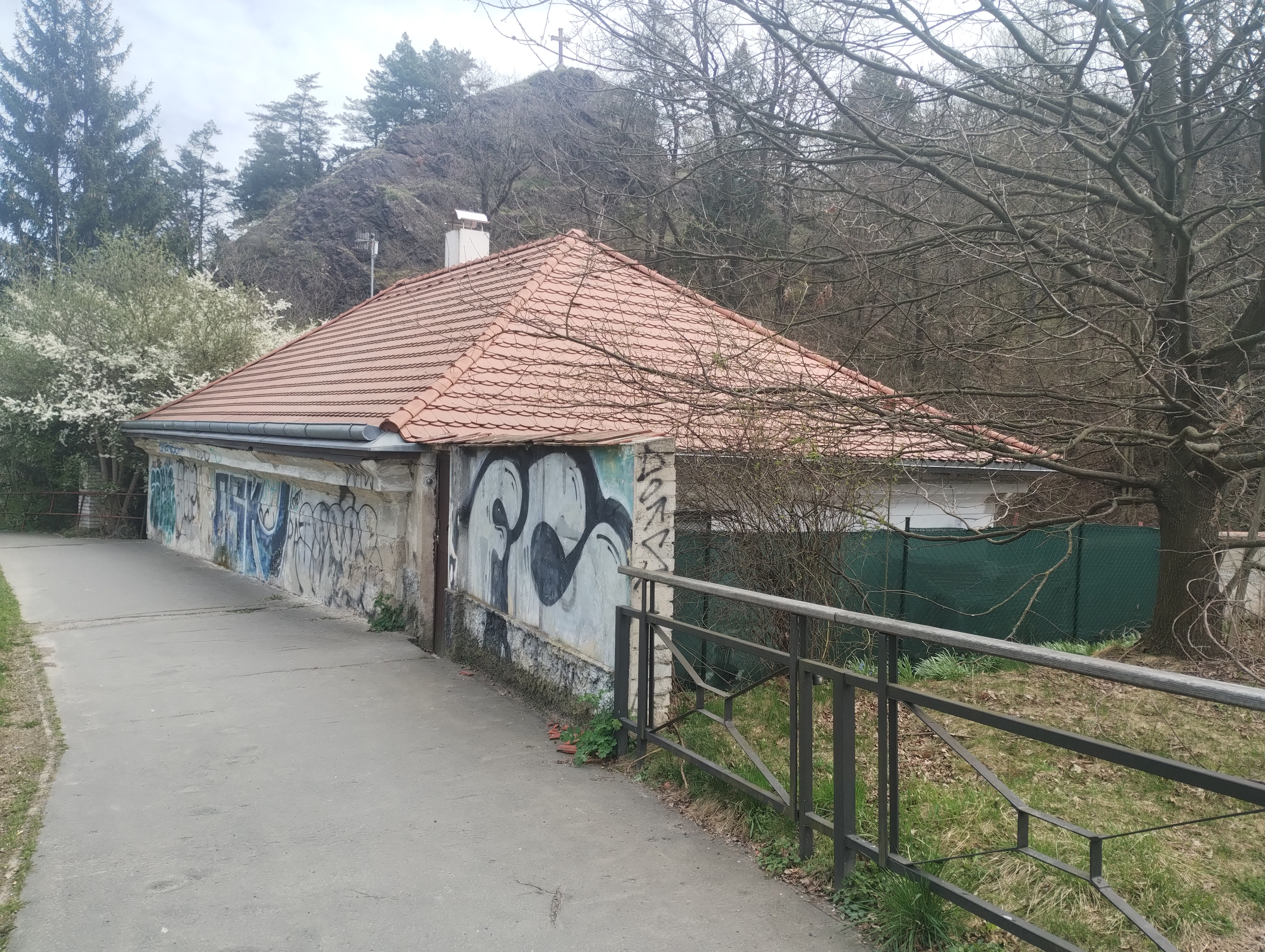
Mlýn zblízka
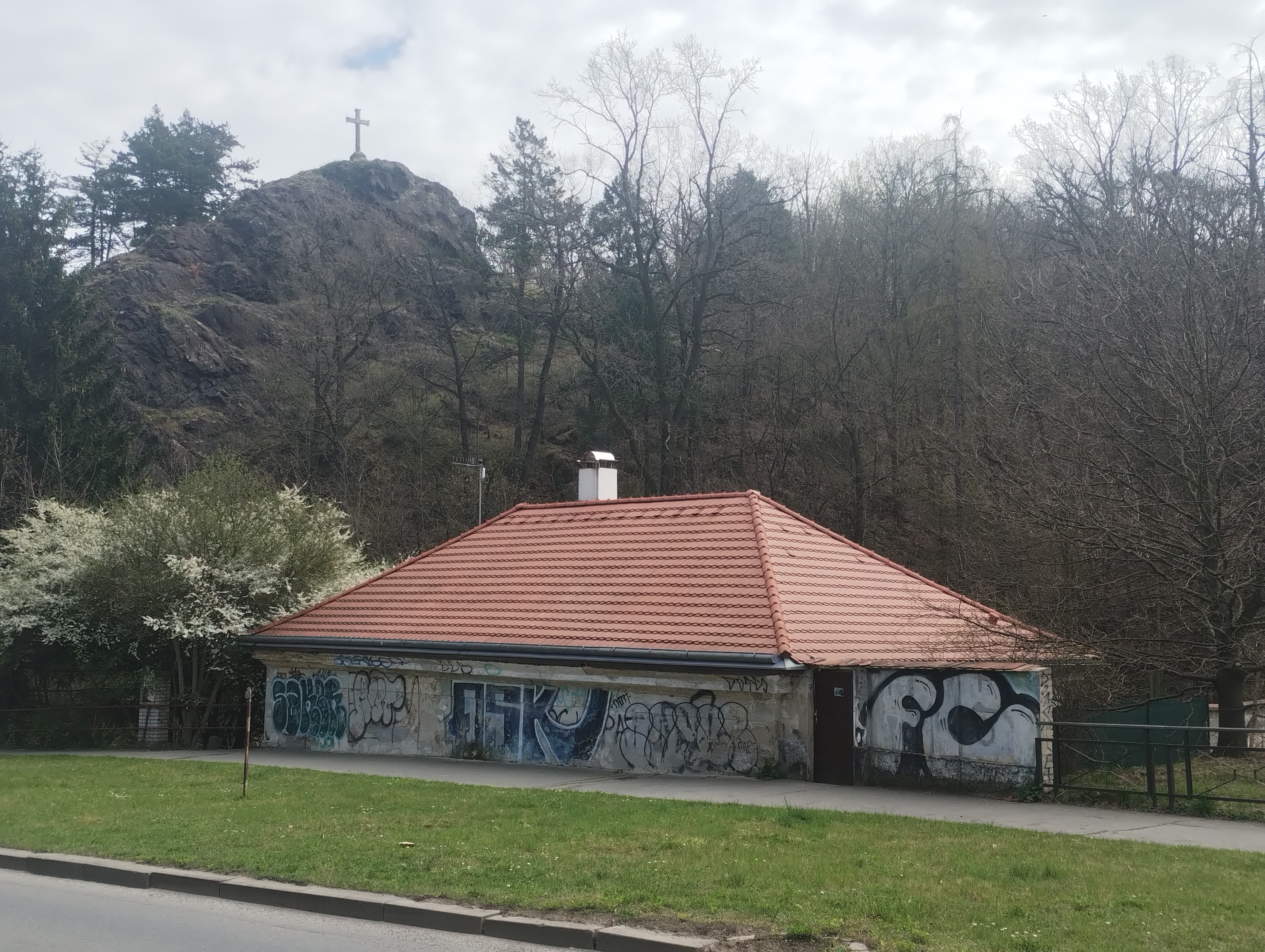
Maltézský mlýn a kalvárie v Motole
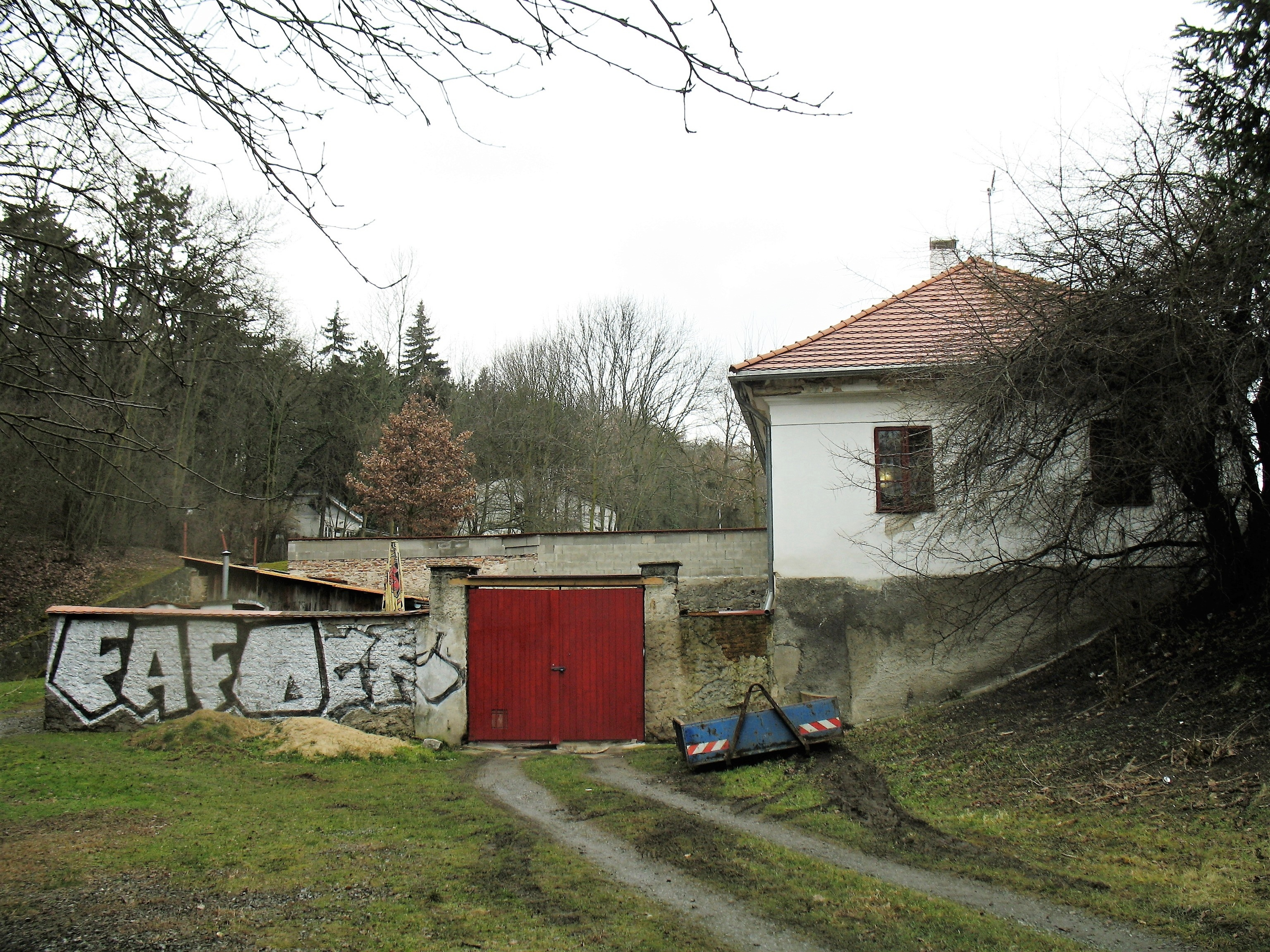
Pohled od východu: vstupní brána do dvora
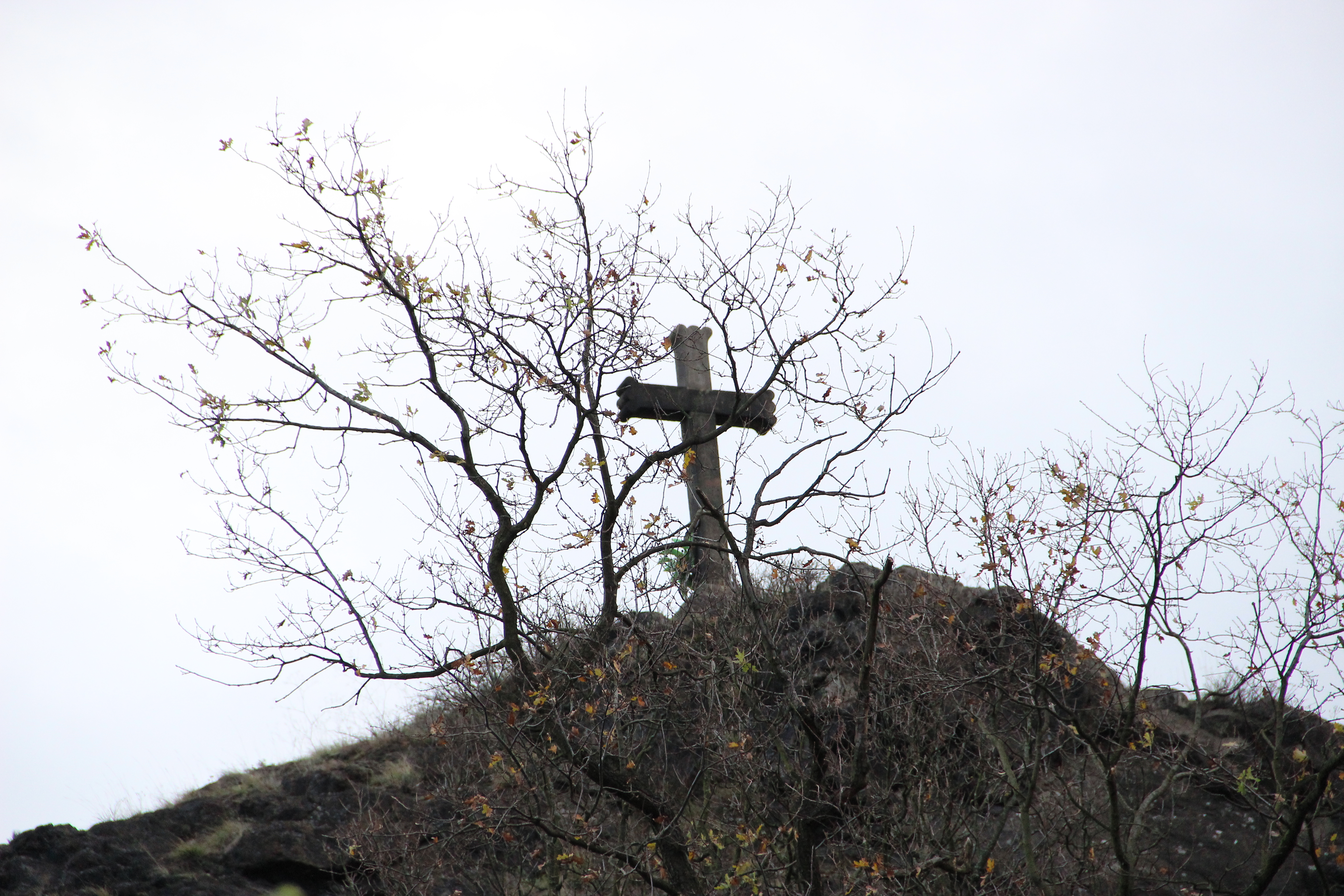
Památkově chráněný kříž z r. 1721 nad mlýnem, Kalvárie v Motole
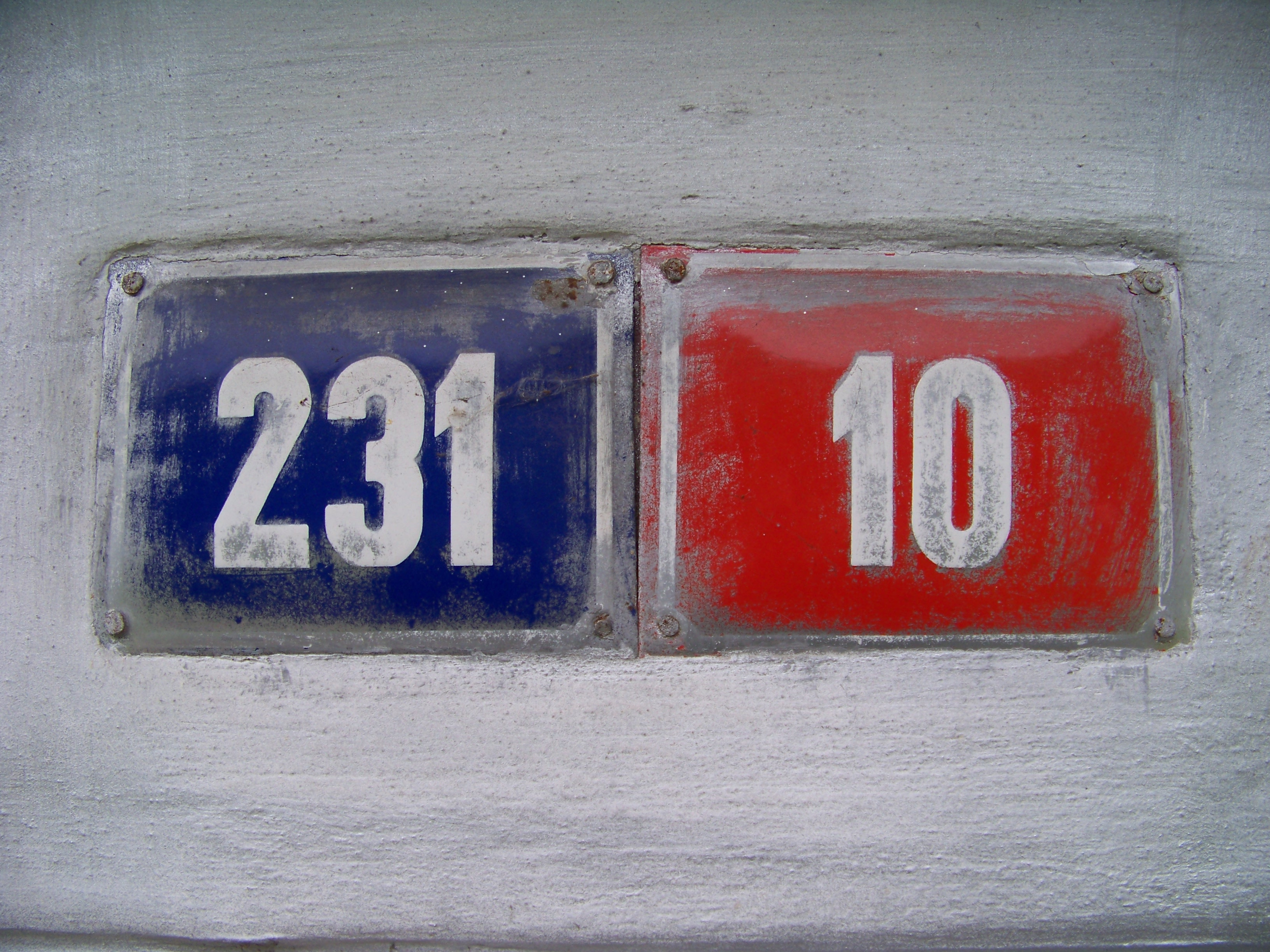
Číslo orientační (modrá tabulka) a číslo popisné
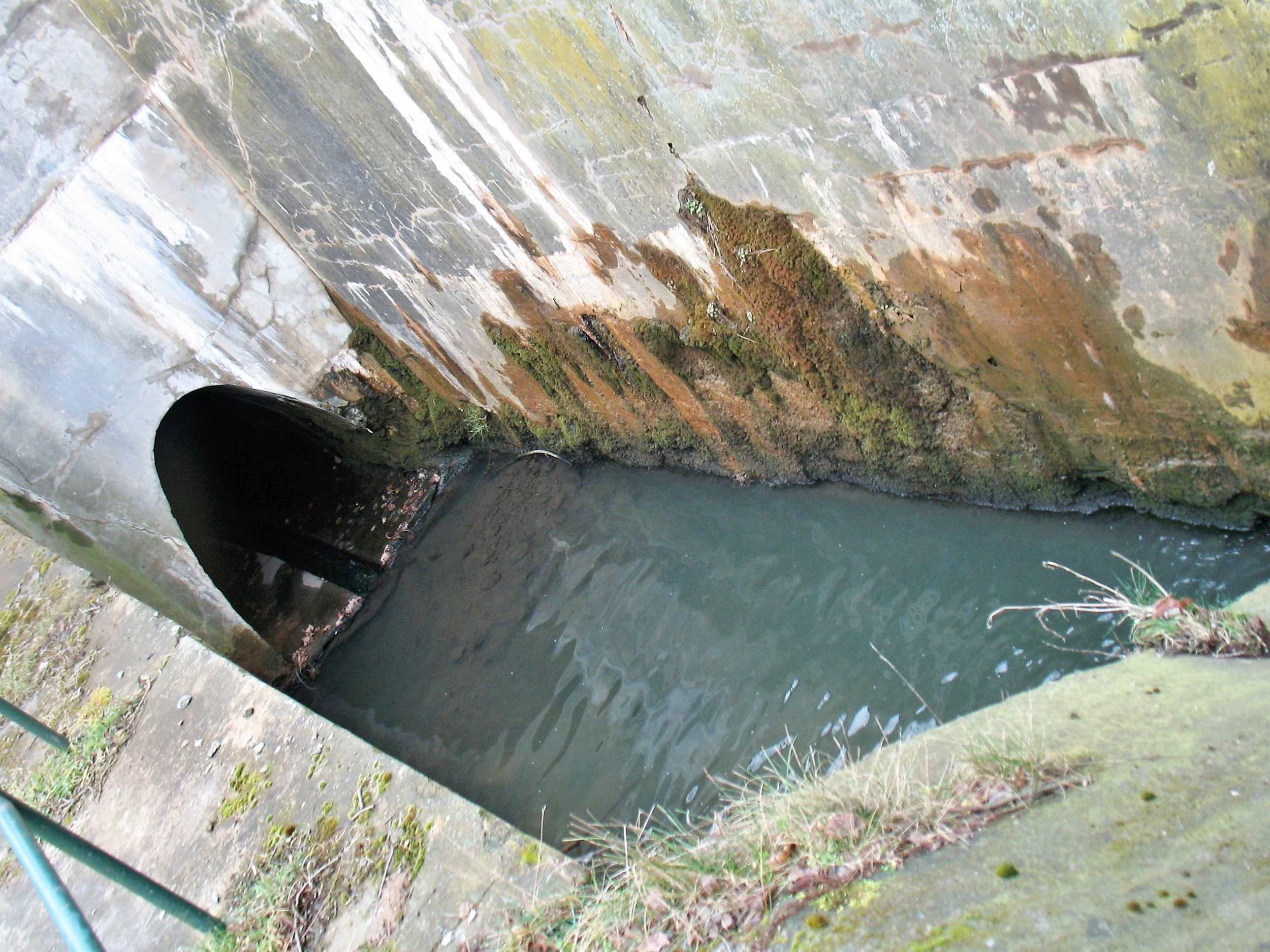
Koryto Motolského potoka za mlýnem